# 老佛楼
老佛楼又名望河楼，位于中国山西省运城市新绛县县城龙兴镇城内北大街尽头西侧的高崖之上。已列为新绛县文物保护单位。

## 历史
老佛楼原为明代灵丘王府的“望河楼”。

## 建筑
老佛楼建于明代，楼高2层，面阔3间，进深2间，硬山顶。二楼开窗，前设栏杆，可登楼向南凭栏远眺汾河。楼内造像已毁。楼前有3间卷棚式献殿。西侧为县文史研究馆。

## 保护
1995年12月，老佛楼公布为新绛县文物保护单位。1984年翻修。